# Jambi (città)
Jambi è una città dell'Indonesia, situata sull'isola di Sumatra, capitale della provincia omonima. La città ricopre un'area di circa 205 km² e ha una popolazione di 460 427 abitanti (2005).
Jambi è anche un attivo e trafficato porto fluviale sul fiume Batang Hari e centro di produzione di petrolio e gomma.

## Geografia antropica

### Suddivisioni amministrative
La città è divisa in otto distretti (kecamatan):
- Danau Teluk
- Jambi Selatan
- Jambi Timur
- Jelutung
- Kota Baru
- Pasar Jambi
- Pelayangan
- Telanaipura

## Monumenti e luoghi d'interesse
La città si trova a 26 km dalle rovine di Muaro Jambi, un importante sito dell'antico regno di Srivijaya.

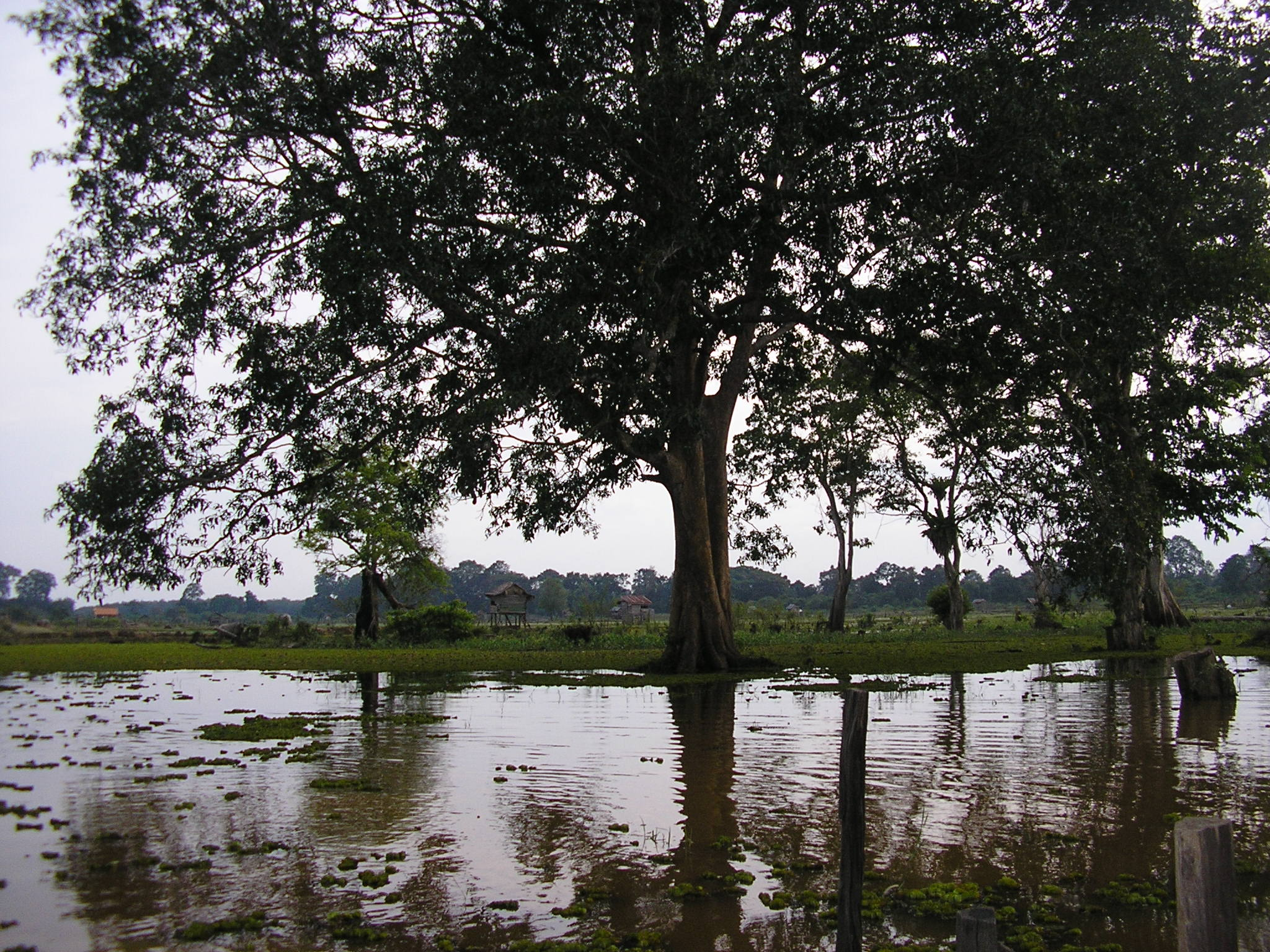
Un'area paludosa nelle vicinanze di Jambi.